# Sonic Frontiers
Sonic Frontiers (ソニックフロンティア, Sonikku Furontia) é um jogo eletrônico de ação e aventura da Sega, pertancente a série Sonic the Hedgehog e desenvolvido pela Sonic Team, sendo a estreia do estilo "mundo aberto" na série. Foi lançado em 8 de novembro de 2022 para Microsoft Windows, Nintendo Switch, PlayStation 4, PlayStation 5, Xbox One e Xbox Series X/S. Em Frontiers, Sonic explora as misteriosas ilhas Starfall, um arquipélago formado por seis ilhas, onde lá ele busca as esmeraldas do caos depois de se separar dos amigos.

## Jogabilidade
Sonic Frontiers é um jogo tridimensional de ação e aventura. Frontiers integra elementos tradicionais da série, como os anéis e a velocidade, à um mundo, pela primeira vez na franquia, amplamente aberto. Sonic retém as habilidades dos jogos anteriores, mescladas com um sistema de combate: o jogador possui a disposição movimentos designados para o combate. Sonic pode subir em certas paredes e criar um rastro de luz circular ao entorno dos inimigos chamado de Cyloop, que pode ajudar o jogador a solucionar quebra-cabeças e derrotar inimigos chamados de Guardiões, que habitam nas ilhas. Ao concluir esses desafios, o jogador coleta sementes que o ajudam a progredir e a melhorar as habilidades de Sonic. [carece de fontes?]
A história do jogo começa quando Sonic, Tails e Amy vão para as Ilhas Starfall buscar as esmeraldas, porém um portal no céu acaba sugando eles e se separam.
Sonic acaba parando numa das ilhas de Starfall; Kronos Island, onde lá ele é guiado por uma misteriosa voz e precisa coletar itens para salvar seus amigos e derrotar os titãs.

## Enredo
Sonic, Tails e  Amy Rose decidem investigar a atividade que atraiu as Esmeraldas do Caos para o arquipélago das Ilhas Starfall. Ao se aproximar, seu avião é sugado para um buraco de minhoca para um reino digital chamado Cyber Space, do qual apenas Sonic escapa para as ilhas do mundo real. Uma voz desencarnada elogia Sonic e o encarrega de encontrar as Esmeraldas do Caos e destruir os "Titãs" robóticos da ilha para remover a fronteira que separa os mundos real e digital. Acreditando que isso salvará seus amigos, que são capazes de se projetar como hologramas no mundo real, Sonic viaja entre as dimensões em busca de chaves necessárias para libertá-los - incluindo Knuckles the Echidna, que foi transportado para lá das ruínas da Sky Sanctuary – de suas gaiolas virtuais; no entanto, o processo corrompe gradualmente o corpo de Sonic ao longo do tempo.
Sonic é observado por Sage, uma inteligência artificial criada pelo Doutor Eggman para controlar a antiga tecnologia encontrada nas ilhas. Sage usa os guardiões robóticos das ilhas para antagonizar Sonic, repetidamente avisando-o contra continuar sua missão enquanto ela tenta libertar Eggman do Cyber Space, onde ele também foi preso durante uma simulação com Sage dando errado. Eggman se torna afetuoso com Sage por protegê-lo dos perigos do Cyber Space, enquanto Sage se solidariza com Sonic depois de testemunhar suas interações com seus amigos.
Durante sua exploração, Sonic e seus amigos aprendem sobre a história das ilhas através de visões de seus antigos habitantes, os Antigos, que estão armazenados no Cyber Space. Os Antigos são revelados como uma raça extraterrestre que se estabeleceu na Terra depois que seu planeta foi destruído por uma entidade chamada "o Fim"; quando o Fim os seguiu e arruinou sua nova civilização, eles usaram as Esmeraldas do Caos - que se originaram do planeta dos Antigos e foram atraídas para a Esmeralda Mestra na Terra - para alimentar os Titãs e selar o Fim no Ciberespaço. As essências dos Antigos permanecem dentro de seus acessórios, os Kocos, que se tornam inertes quando Sonic e seus amigos os ajudam a realizar seus desejos finais na vida.
Depois de destruir três dos Titãs e desativar as torres que mantêm o limite espacial, Sonic sucumbe à sua corrupção e fica preso entre as dimensões. Lançado junto com os amigos de Sonic e Eggman, a entidade que guia Sonic revela ser o End, que usa o quarto e último Titã para retomar seu ataque à Terra, levando os amigos de Sonic a purgar a corrupção dele sacrificando suas formas físicas. Sage convence Eggman a cooperar com Sonic na coleta das Esmeraldas do Caos espalhadas, que permitem que Sonic derrote o último Titã. Sage então assume o controle do Titã e ajuda Sonic a perseguir o End no espaço, onde ela se sacrifica para destruir o inimigo. Os amigos de Sonic são restaurados e agora desejando fazer a diferença em suas vidas, deixam as ilhas com ele.

## Desenvolvimento
A Sonic Team começou a explorar diferentes abordagens para seu próximo jogo após o lançamento de Sonic Forces em 2017. Além de buscar comemorar o 30º aniversário da série Sonic the Hedgehog, também buscaram definir o que um jogo contemporâneo deveria ser e solidificar a direção da série para a próxima década. O produtor da série, Takashi Iizuka, queria que o próximo jogo servisse de base, semelhante a como Sonic Adventure estabeleceu o padrão que os jogos subsequentes continuariam a seguir pelos próximos anos. A Sonic Team começou a desenvolver Frontiers do zero e se concentrou na transição da jogabilidade de plataforma para um mundo amplo, mantendo-se fiel aos jogos anteriores. A proposta de um mundo aberto foi comparada àquela do jogo The Legend of Zelda: Breath of the Wild.
O desenvolvimento foi iniciado em março de 2019. Mais tarde naquele mês, a Sega abriu uma enquete de fãs para ajudar a determinar o futuro da série. Morio Kishimoto, diretor de Colors, Lost World e Forces, retorna para dirigir Frontiers, enquanto a diretora de arte de Unleashed, Generations e Forces, Sachiko Kawamura, é a produtora. O roteiro foi escrito por Ian Flynn, quem também escreveu os quadrinhos do Sonic publicados pela Archie Comics e IDW Publishing, e episódios da série de TV Sonic Boom. Tee Lopes contribuiu para a música do teaser, enquanto a trilha sonora orquestral é composta por Tomoya Ohtani e Jun Senoue. Ohtani e Senoue já compuseram várias trilhas anteriores da franquia. A equipe realizou regularmente testes externos durante o desenvolvimento de Frontiers. Frontiers seria lançado em 2021, mas foi direcionado para 2022 para que atingisse um padrão de qualidade mais elevado.
A Sega lançou um trailer em 27 de maio de 2021 que mostra Sonic correndo por uma floresta no final da transmissão ao vivo do 30º aniversário da franquia. O título ainda não tinha sido anunciado, mas um comunicado de imprensa da Sega havia intitulado o jogo de Sonic Rangers. Iizuka disse que sentiu que o jogo havia sido apresentado prematuramente, mas acreditava que era necessário já que era o 30º aniversário e não haviam anunciado um jogo desde 2017. A marca foi registrada pela Sega em 22 de outubro de 2021 e lançada em 9 de novembro de 2021, um mês antes do título oficial ser revelado. Em 8 novembro de 2021, a Sega registrou o nome como Sonic Frontiers e adquiriu o domínio frontiers.sonicthehedgehog.com no mês seguinte. Frontiers foi anunciado na cerimônia de premiação de jogos eletrônicos The Game Awards 2021.
A história do jogo baseia-se no mistério e se passa nas ilhas Starfall. Um logotipo novo para o jogo foi apresentado em 31 de maio de 2022.[carece de fontes?]
Em outubro de 2023 Sonic Frontiers recebeu uma atualização chamada de Final Horizon, que adiciona o modo Outra História, trazendo uma reimaginação definitiva do final da trama, novos desafios e personagens jogáveis.
Sonic Frontiers é legendado nos idiomas inglês, francês, japonês, italiano, alemão, espanhol, coreano, chinês tradicional, chinês simplificado, português, russo e polonês. É o primeiro jogo da franquia a ter legenda em português.